# خلیج پاریا

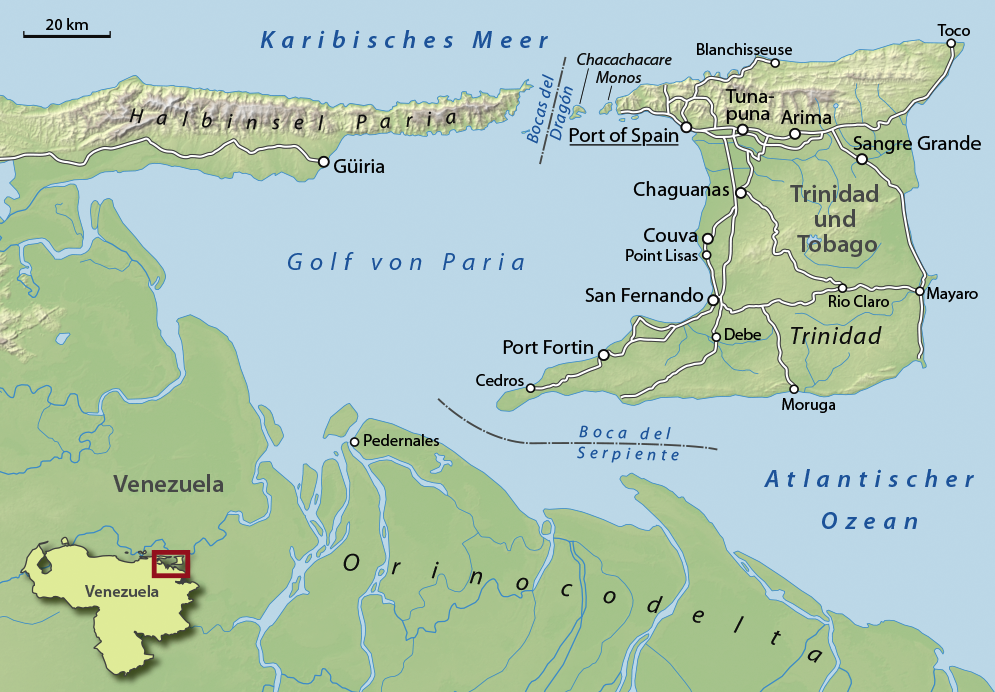

خلیج پاریا (به اسپانیایی: Golfo de Paria) آبراهی کم‌ژرفا به پهنای ۷۸۰۰ کیلومتر مربع است که در میان جزیره ترینیداد (جمهوری ترینیداد و توباگو) و کرانهٔ شرقی ونزوئلا جای گرفته‌است. این خلیج از شمال به دریای کارائیب پیوسته‌است.